# Чистугаш
Чистуга́ш (рос. Чистугаш) — селище у складі Прокоп'євського округу Кемеровської області, Росія.

## Населення
Населення — 18 осіб (2010; 15 у 2002).
Національний склад (станом на 2002 рік):
- росіяни — 80 %